# Ravesa Lleshi
Ravesa Lleshi (ur. 1 czerwca 1976) – albańska specjalistka ds. prawa międzynarodowego, Stała Przedstawiciel Albanii przy Organizacji Narodów Zjednoczonych.

## Życiorys
Urodziła się 1 czerwca 1976 roku. Ukończyła prawo międzynarodowe i europejskie na Tilburg University. Przez kilka lat pełniła funkcję redaktor naczelnej czasopisma „Tilburg Law Review” wydawanego przez macierzystą uczelnię. W latach 2003–2013 pracowała jako redaktor w niderlandzkim wydawnictwie Wolf Legal Publishers. W latach 2010–2014 wykładała na albańskim oddziale Uniwersytetu Nowojorskiego w Tiranie, w tym samym czasie była także konsultantką w lokalnym instytucie ekonomii.
We wrześniu 2013 roku została doradcą ministra spraw zagranicznych do spraw organizacji międzynarodowych, prawa międzynarodowego i polityki bezpieczeństwa. Funkcję pełniła do lutego 2016 roku, po czym objęła stanowisko Chargé d’affaires misji Stałego Przedstawicielstwa Albanii przy Organizacji Bezpieczeństwa i Współpracy w Europie i Organizacjach Międzynarodowych w Wiedniu. W kwietniu 2018 roku została Stałą Przedstawiciel Albanii przy Biurze Narodów Zjednoczonych i Organizacjach Międzynarodowych w Genewie.
Włada biegle angielskim i niderlandzkim.